# 彭禮 (成化進士)
彭禮（1443年—？），字彥恭，江西吉安府安福縣人，儒籍。明朝政治人物。進士出身。

## 生平
江西鄉試第十九名。成化八年（1472年）壬辰科會試第四十一名，殿試登進士第二甲第二十二名，官至左副都御史，應天巡撫。曾祖父彭伯樞。祖父彭同升，贈刑部主事。父亲彭貫，曾任浙江按察司僉事。